# شهریارک نوک‌سفید
شهریارک نوک‌سفید (نام علمی: Symposiachrus everetti) نام یک گونه از سرده شهریارک‌های رنگ‌پریده است.